# Madeleine de Demandolx de la Palud
Madeleine de Demandolx de la Palud (1596-1670) fou una monja francesa, suposadament víctima d'una possessió demoníaca al convent d'Ais de Provença l'any 1609, conjuntament amb una altra germana de la congregació anomenada Louise Capeau.
Madeleine era filla d'una família aristocràtica de la Provença. Molt creient des de petita, fou enviada al convent de les ursulines d'Ais de Provença a l'edat de 12 anys, sota la tutela del pare Jean-Baptiste Romillon. Passats dos anys començà a patir depressions molt fortes i fou retornada a casa seva. Allà fou tractada pel pare Louis Gaufridi, molt amic de la família i 10 anys més gran que ella. La mare de la noia i la superiora del convent de les ursulines de Marsella, Catherine de Gaumer, sospitaren que Gaufridi havia seduït la noia, i decidiren dur-la al convent d'Ais de Provença, més lluny de casa seva que el de Marsella i on no podia rebre visites de l'home. L'any 1609 la noia començà a sentir convulsions i a tenir visions demoníaques. El pare Romillon va intentar practicar-li diversos exorcismes sense èxit, i al cap de poc de temps les altres monges del convent evidenciaren mostres de la mateixa malaltia. Romillon decidí portar Madeleine i Louise a veure al gran inquisidor d'Avignon, Sebastian Michaelis, que va intentar lliurar-les de la seva possessió sense èxit, i va decidir enviar-les al pare François Domptius. Dels tres dimonis que la posseïen, Gresil, Sonnillon i Veril, aquest darrer acusà el pare Gaufridi de ser la causa principal del seu estat. El 18 d'abril del 1611 aquest fou condemnat a mort acusat de bruixeria, idolatria i fornicació. La seva mort fou particularment violenta, i fou torturat fins a acabar cremat en una foguera. Després d'això Madeleine va lliurar-se de la seva possessió i va abandonar el convent. Tot i així la inquisició continuava vigilant-la de prop i fou acusada de bruixeria en dues ocasions més, el 1642 i 1652. Durant aquest darrer judici li trobaren marques del diable i fou condemnada a presó. Anys després li confiaren la seva custòdia a un familiar, fins a la seva mort el 1670.